# Histoire de Walygator Parc
Cet article présente un historique du parc Walygator Grand Est, situé à Maizières-lès-Metz (Moselle). Le parc existe depuis 1989, il a appartenu à plusieurs propriétaires et a porté plusieurs noms. Il porte le nom de Walygator Grand Est depuis novembre 2020.

## Histoire du parc

### Origines du projet

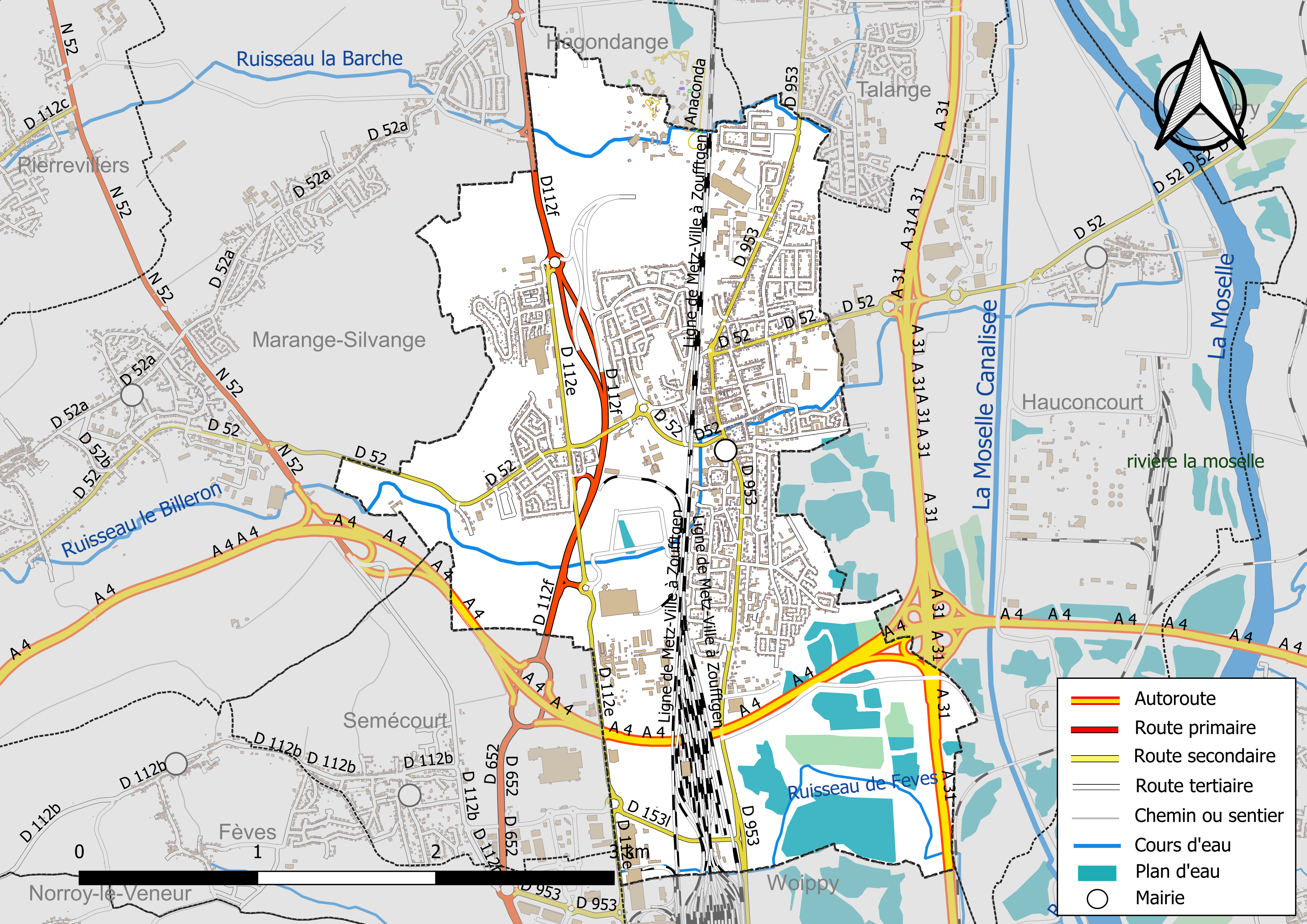
Le parc est construit au nord de Maizières-lès-Metz, ainsi que sur Hagondange.

Au début de l'année 1985, le projet d'un parc de loisirs est rendu public. La même année, les laminoirs d'Hagondange sont détruits. Le Ministère de l'Équipement et la DATAR désirent un parc dans la région pour sortir celle-ci du marasme économique de l'époque. Précédemment, pendant les démarches de la Walt Disney Company, la DATAR a émis le désir qu'Euro Disneyland ne s'implante pas en région parisienne mais en Lorraine « en raison de la grave crise économique qui touche alors la région ». L'actionnariat de Sorepark, qui dispose d'un capital de 180 millions de francs (environ 27 millions d'euros), se compose de 22 sociétés parmi lesquelles Bouygues, Paribas, Société générale, Suez, Sacilor, Sodexho, Crédit mutuel ou encore l'émirat du Koweït.

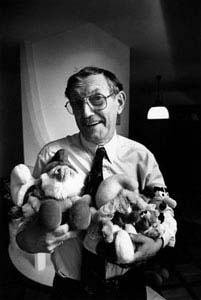
Peyo en 1990.

Le site est, avec le parc Astérix, Mirapolis et Zygofolis, l'un des grands projets dans les parcs de loisirs français à la fin des années 1980. Peyo, l'artiste belge créateur des Schtroumpfs, cède à Sorepark la licence d'exploitation de l'image des célèbres petits personnages bleus pour cinq ans. Sept concepteurs, six architectes et une dizaine d'artistes se penchent sur le canevas. Gérard Kleinberg et Didier Brennemann sont les deux Lorrains initiateurs du projet d'origine ; ils revendent ensuite le concept à Sorepark. Les conseils du cabinet américain consulté lors de la conception sont de créer le parc de loisirs au sein de l'usine et de se servir du laminoir comme décors. Les dirigeants du projet sollicitent alors le cabinet d'architectes HCP d'Orlando qui était chargé de la création de Walt Disney World. L'architecte américain Chris Miles se déplace à Hagondange et imagine autour de quatre thèmes porteurs le parc qui doit se nommer « Le nouveau monde des Schtroumpfs ». Le projet reçoit aussi l'appui du gouvernement ainsi que des autorités locales. Le gouvernement décide d'y injecter 50 millions de francs en juillet 1986. L'élaboration d'un parc à thèmes se compose généralement de coûts « durs » et de coûts « doux ». Les parcs américains sur lesquels se basent les concepteurs ont 70 % de coûts « durs » pour 30 % de coûts « doux ». À Hagondange, les luttes intestines des investisseurs, la conception, l'évolution de l'équipe de gestion et les problèmes associés conduisent à des coûts « doux » équivalant à environ 55 % de l'investissement total.
L'emplacement du parc n'est pas choisi à la légère. Il est construit au carrefour de la France, de la Belgique, de l'Allemagne et du Luxembourg, à l'intersection de deux axes autoroutiers importants. Les terrains sont acquis auprès de Sacilor et sont situés à côté des anciennes forges et aciéries d’Hagondange, l'ex plus grand laminoir d'Europe inutilisé depuis la fin des années 1970 et non loin du parc zoologique d'Amnéville.
Le lancement des travaux a lieu en septembre 1987. La gare SNCF spécialement construite à proximité du parc sur la ligne 1 du TER Lorraine qui relie Nancy à Luxembourg via Metz entre en fonction le 23 avril 1989. Près de 800 emplois permanents sont créés pour gérer le site. Le 6 avril 1989 est la journée de préouverture qui voit 17 000 employés de Sollac passer les portes du parc lors de cette répétition générale,.

### Big Bang Schtroumpf (1989-1990)

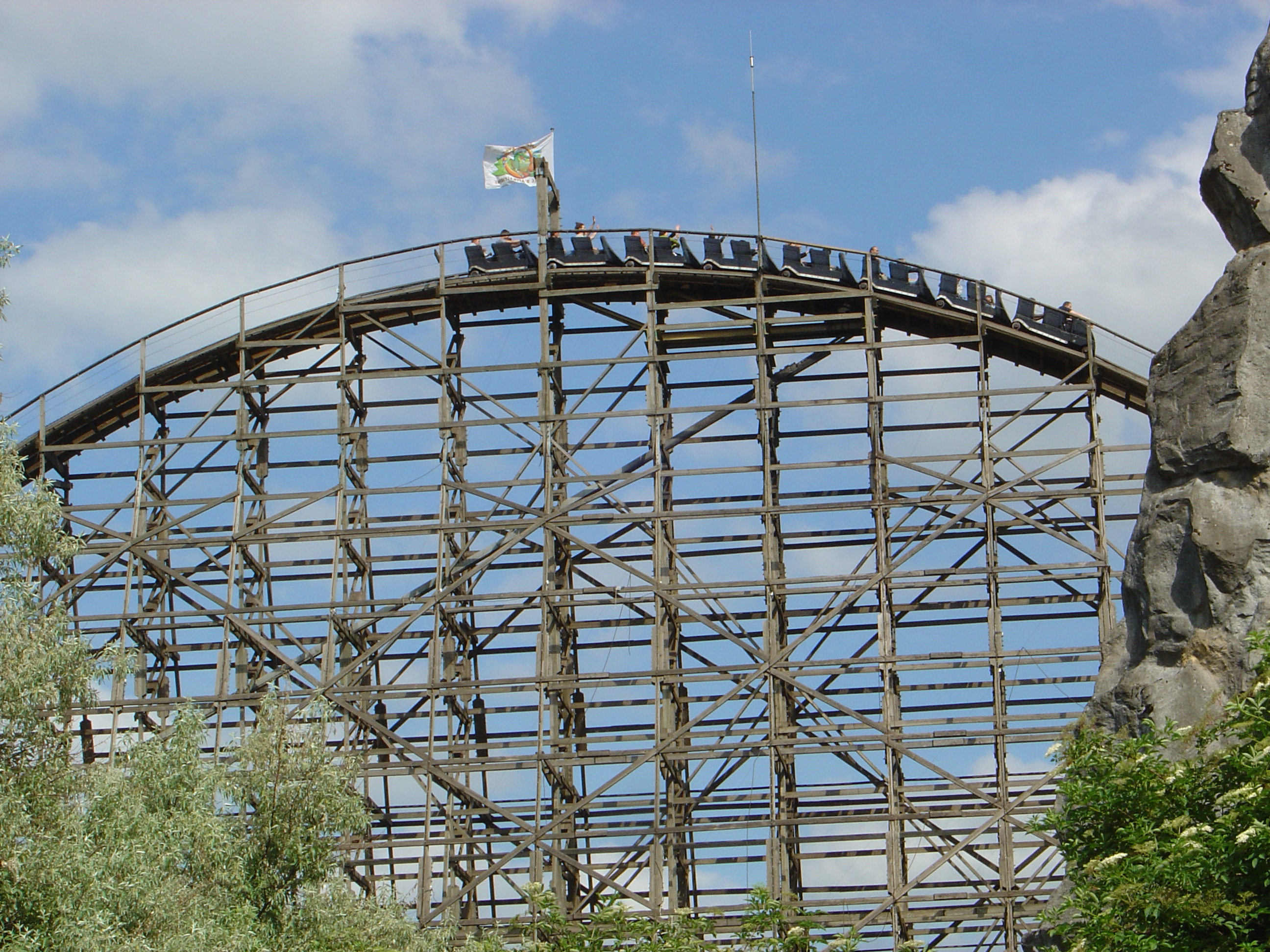
Anaconda, nouveauté 1989.

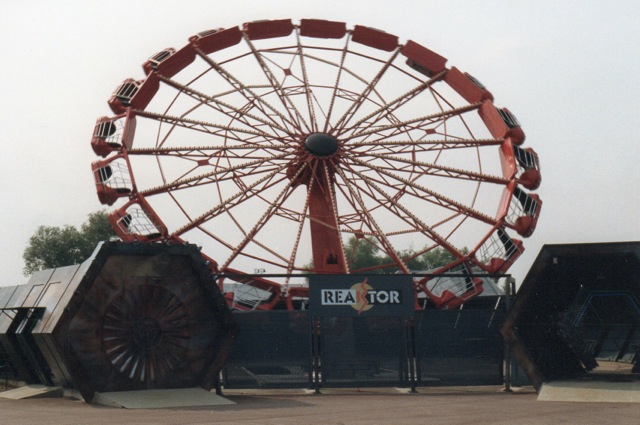
Reaktor, nouveauté 1989.

Big Bang Schtroumpf est basé sur le monde des Schtroumpfs comme thème principal et fédérateur ainsi que sur les technologies du futur. Initialement censé porter le nom « Le nouveau monde des Schtroumpfs », le parc ouvre début avril 1989 sous le nom de Big Bang Schtroumpf. Il est officiellement inauguré le 9 mai 1989 par Laurent Fabius et Jacques Delors,.
Lors de la reconversion forcée de la Lorraine, Big Bang Schtroumpf est construit sur les terrains de l'ancienne usine sidérurgique d'Hagondange. Le parc est dirigé par la société Sorepark dont le directeur est alors Pierre Jullien. Le parc de loisirs s'étend sur 20 hectares pour une vingtaine d'attractions. Les attractions majeures sont par exemple les bouées Odisséa du constructeur CGE Alsthom Atlantique et du bureau DBE, les montagnes russes en métal Comet Space du manufacturier Vekoma et les montagnes russes en bois Anaconda du constructeur Spie Batignolles sur les plans signés William Cobb.
Tout comme au parc Astérix inauguré le 30 avril 1989, l'affluence est de mise lors des premiers weekends, créant d'importantes files et débordant les organisateurs. Après le week-end de l'Ascension, le taux d'affluence du parc est maximum, si bien que la réputation faite, de nombreux touristes préfèrent l'éviter, ce qui fait un weekend de Pentecôte catastrophique. Le parc est calibré pour accueillir de 20 000 à 25 000 personnes quotidiennement. Les trois théâtres sont dotés d'un total de 8 500 sièges. Les attentes du mois de mai sont de 8 500 entrées quotidiennes. 5 500 personnes fréquentent Big Bang Schtroumpf par jour. Fin août, alors que Sorepark espère 800 000 visiteurs, 550 000 sont comptabilisés. Fin septembre, Big Bang Schtroumpf prend la décision de supprimer 362 emplois et Pierre Jullien, face à de mauvais résultats prolongés, évoque la possibilité de proposer le dépôt de bilan au conseil d'administration du 5 octobre. Le parc enregistre en effet une perte d'exploitation de 240 millions de francs (environ 37 millions d'euros) et cumule une dette de près de 420 millions de francs (environ 64 millions d'euros). En cette année, 700 000 visiteurs passent les portes du parc d'attractions tandis que 1 800 000 étaient attendus. Le seuil d'équilibre de 1 100 000 est loin d'être atteint. Peyo déclare même « s'être fait abuser » en précisant que le parc n'exploite pas vraiment l'image des Schtroumpfs et que « le public ne retrouve pas ce qu'il est venu chercher ». S'estimant victime d'un préjudice, l'artiste prévient même son avocat, tout en souhaitant rapidement un repreneur sérieux pour redorer l'image de Big Bang Schtroumpf.
Les prévisions tablaient sur 45 % d'Allemands, 8 % se sont déplacés. Le projet a coûté la somme de 720 millions de francs, soit environ 110 millions d'euros, dont 560 millions pour le parc en lui-même. L'investissement réel a dépassé l'investissement projeté. La moitié du personnel est remerciée avant la fin de la première année fiscale, dont Gérard Kleinberg et Didier Brennemann, le directeur des opérations et le directeur de l'équipement, qui étaient les deux fondateurs du projet. Ils sont remplacés par une équipe sans expérience, alors que le peu d'expérience qu'ils avaient acquis était un avantage qui aurait dû pencher en faveur du maintien de leur poste.
1990 est une année difficile pour Big Bang Schtroumpf, avec seulement 380 000 visiteurs alors qu'ils en attendaient 1 800 000,. Le succès escompté n'est donc pas atteint et le parc fait finalement faillite. Le vendredi 26 octobre 1990, la justice française oblige le parc à déposer le bilan. Malgré un conseil d'administration hésitant sur la question, les actionnaires de l'époque passent la main à des administrateurs judiciaires. À ce moment-là, Big Bang Schtroumpf cumule en effet près de 107 millions de francs (environ 16,4 millions d'euros) de pertes, dont 40 millions pour la saison en cours. Le site présente des défauts qui le mènent à la faillite. Big Bang Schtroumpf devait symboliser la relance économique et la reconversion d'une région, et notamment sur les friches sidérurgiques où travaillaient 9 000 ouvriers. Les attentes de ses retombées sociales et culturelles étaient trop importantes. La direction du parc, influencée par le gouvernement, considère cette attraction comme un « laboratoire culturel et social de la région et non pas un parc à thèmes traditionnel ». Les groupes furent un peu oubliés. Le site de loisirs montre une tendance à présenter des thèmes scientifiques ou culturels et la communication du parc a déprécié les plaisirs familiaux. Ceci entraîne un accueil mitigé du public, des difficultés à soutenir la commercialisation et un potentiel limité de visites à répétition,.
Écrit et composé par Frédéric Botton en 1989 et chanté par Nathalie Rheims sous le pseudonyme d'Alix, Big Bang Song est le thème musical du parc en 1990. La chanson dure 3 min 35 s et est éditée en disque 45 tours par le label Adès,.

### Walibi Schtroumpf (1991-2002)
Au courant des difficultés financières de Big Bang, le fondateur de Walibi Wavre et président du groupe Walibi, Eddy Meeùs, s'intéresse à la reprise et fait une offre après la mise en faillite. Le gestionnaire d'Europa-Park, Roland Mack se rapproche de Didier Brennemann pour un rachat, mais ce dernier décline la proposition. Au total, cinq repreneurs (parmi lesquels un groupe luxembourgeois dépendant de Paribas) se manifestent. Deux administrateurs judiciaires messins sont employés à examiner la situation financière de la société et les éventuels candidats à la reprise. Les négociations sont difficiles, car l'actionnariat, et plus particulièrement les banques françaises Paribas et Caisse des dépôts, préfèrent une solution franco-française. Cette situation entraîne le groupe Walibi à se faire aider par un avocat, sur les conseils de plusieurs banquiers de Metz, afin de mettre en avant ses atouts. Sur les cinq acquéreurs potentiels, le groupe belge est en fait le seul à posséder une expérience dans la gestion de parcs d'attractions, les quatre autres étant des sociétés financières. Finalement, le juge chargé de l'affaire statue en décembre 1990 en faveur du groupe d'opérateur de parcs d'attractions belge Walibi qui rachète Big Bang Schtroumpf pour 55 millions de francs (environ 7,5 millions d'euros).
Meeùs se lance alors dans un important plan de redressement du parc dont la structure hiérarchique est jugée trop lourde, coûteuse et disproportionnée. Il garde les 22 personnes à contrat saisonnier et reprend 33 des 76 salariés permanents. Il nomme Jean-Marcel Thomas en tant que directeur unique et investit pour 81 millions de francs dans toute une série d'attractions familiales plus proches de l'univers des Schtroumpfs et dans la réhabilitation générale du parc,,. Le groupe belge décide de renforcer la thématique des lutins bleus avec l'aide de Peyo qui se montre plus satisfait par la nouvelle direction. Meeùs et son équipe augmentent le nombre de décorations Schtroumpfs et, pour ce faire, font appel à une PME de Wavre : Giant. Cette société spécialisée séduit également Peyo. Certains aspects futuristes sont supprimés pour voir l'arrivée de plus d'espaces verts. Le prix d'entrée est réduit de 95 FRF à 85 FRF et les enfants de moins d'un mètre accèdent à Walibi Schtroumpf gratuitement. Walibi Schtroumpf ouvre officiellement ses portes le samedi 20 avril 1991.

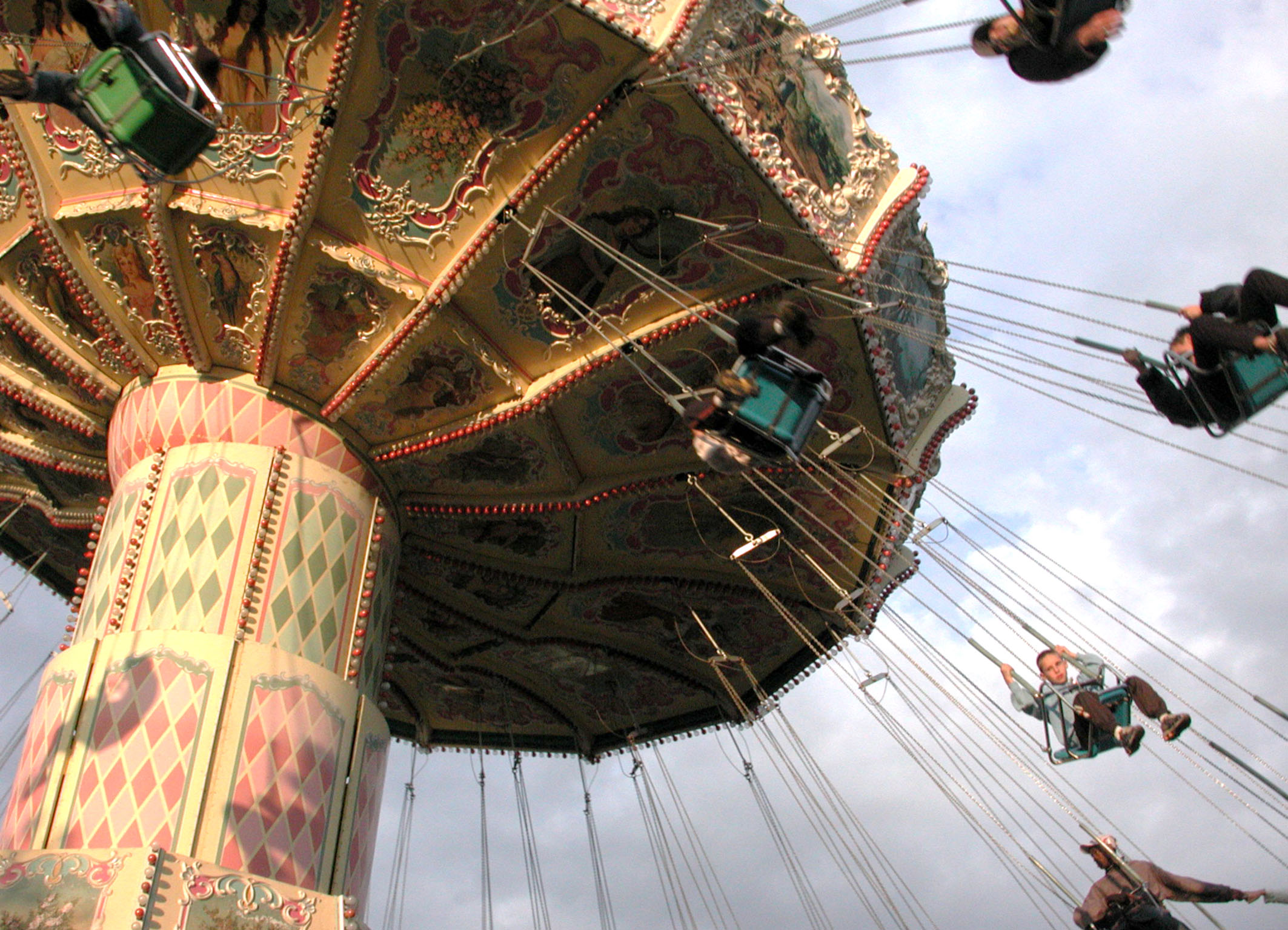
Mistral, nouveauté 1992.

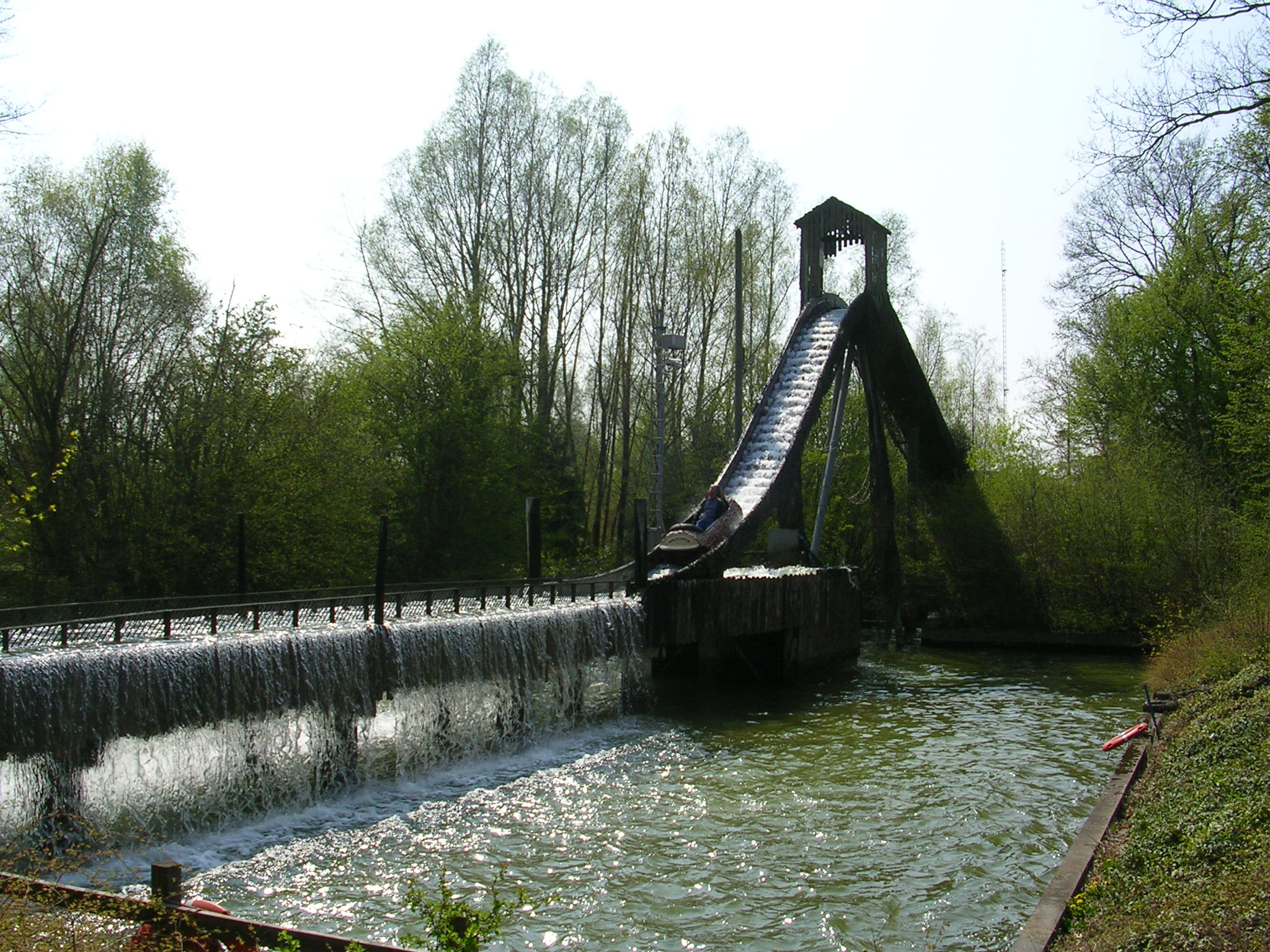
Waligator, nouveauté 1992.

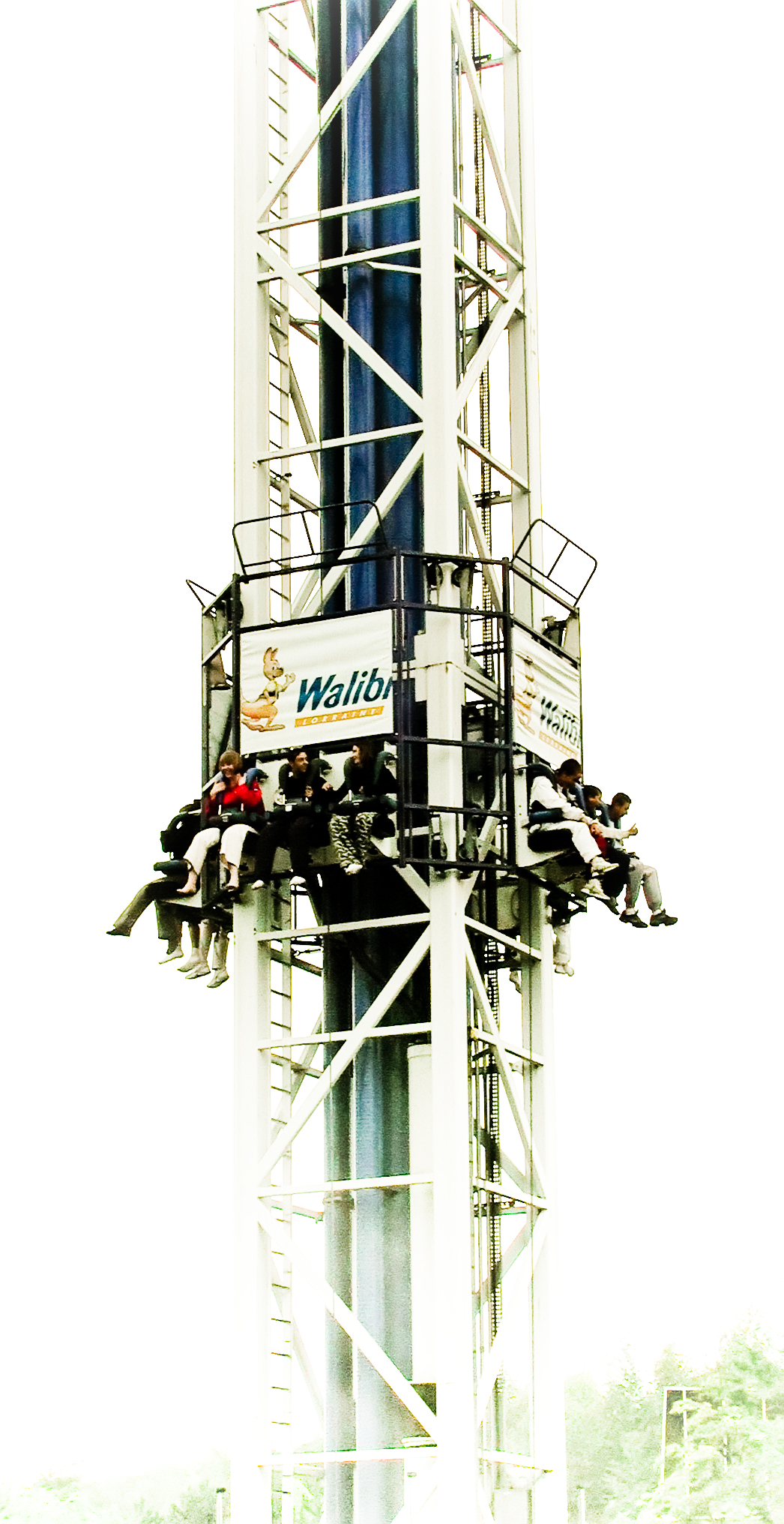
La Vengeance de Gargamel, nouveauté 1998.

Le groupe se base pour sa faisabilité sur un potentiel de 400 000 visiteurs. Dans un premier temps, il n'ambitionne pas de développer le potentiel au-delà de ce seuil d'entrées. En 1991 à l'échelle européenne, Efteling est sur la première marche du podium en termes de fréquentation avec 2,7 millions. Sur la deuxième marche, trois parcs affichent 2 millions d'entrées : Europa-Park, Alton Towers et Phantasialand. Sur la troisième marche, deux parcs affichent 1,4 million d'entrées : Walibi Wavre et le parc Astérix. En cette dernière saison avant l'ouverture d'Euro Disneyland, la majorité de ces parcs touchent chacun une clientèle située dans un rayon de 200 kilomètres, ce qui signifie que la plupart ne se considèrent pas alors comme des concurrents directs. Walibi Wavre est l'exception car il partage des portions de son bassin de clientèle avec les quatre autres parcs d'Europe continentale,,. Walibi Schtroumpf se situe à moins de 200 kilomètres d'Europa-Park, de Phantasialand et de Walibi Wavre. Les estimations de 1 800 000 clients en 1989 et 1990 étaient irréalistes selon ces données. D'ailleurs, le directeur déclare en 2024 le « secteur [est] très concurrentiel avec 13 parcs d'attractions à moins de 300 km » même si le nombre de parcs est sous-évalué. En 1991, ils sont 400 000 à arpenter les allées du site qui présente un flux de trésorerie net de 8 millions de francs pour un chiffre d'affaires de 45 millions de francs. Il atteint en effet le seuil bénéficiaire avec 380 000 entrées payantes.
En l'année 1992, est construit au bout de l'allée d'entrée Mistral, des chaises volantes du constructeur allemand Zierer. Dans la zone « aventures », le groupe Walibi investit dans quatre nouveautés dont trois attractions : en 1991 Aquachute, des toboggans à bouées, en 1992 Pirator, un bateau à bascule de 2,5 millions de francs et 4 millions de francs pour Waligator, un parcours de 220 mètres de bûches doté d'une chute de 12 mètres, mis au point par le constructeur français Soquet, ainsi que 1,8 million de francs pour un spectacle sur glace avec des ours blancs. En 1992, apparaissent également les tasses dansantes Mokaschtroumpf représentant 5 millions de francs. La direction table sur 500 000 visiteurs en 1992 et 750 000 visiteurs en 1993, ces attentes ne se concrétisent pas. Au niveau des parcs de loisirs français, l'année 1992 est marquée par l'ouverture d'Euro Disneyland. Cette même année, le nombre d'entrées diminue pour Walibi Schtroumpf malgré les 15 millions de francs investis.
Sorepark fait une nouvelle fois parler d'elle près de deux ans après son dépôt de bilan. Le 13 janvier 1993, le procureur de la ville de Metz ordonne l'ouverture d'une information judiciaire contre X pour abus de bien sociaux. Pour l'année 1993, le parc mosellan affiche une légère hausse. La fréquentation augmente légèrement en 1994 pour atteindre 400 000 entrées,. En mars 1996, Édouard Bon remplace Jean-Marcel Thomas au poste de directeur,. Le site disposant de moins en moins de ressources ne reçoit pas de nouveautés jusqu'en 1998. Les années 1996 et 1997 sont marquées par une diminution du tourisme d'un jour et tout le groupe Walibi est donc en recul. Ils sont 360 000 à arpenter les allées en 1996. En 1997, le parc accueille 365 000 visiteurs.
À la fin de l'année 1997, le propriétaire de l'entreprise Walibi négocie la vente d'une grande partie de ses sites de loisirs avec la société américaine Premier Parks, un opérateur de parcs d'attractions aux États-Unis,. L'acquisition du groupe et donc du site lorrain est annoncée officiellement en décembre et est conclue début 1998 peu après l'introduction de Premier Parks à la New York Stock Exchange.
Durant l'intersaison 1997-1998, le public assiste au dernier investissement décidé par la direction belge du groupe Walibi avant l'acquisition par l'américain Premier Parks en mars. L'attraction Reaktor est démontée pour être envoyée à Walibi Flevo. Elle est remplacée par une grande nouveauté : La Vengeance de Gargamel, une tour de chute haute de 56,3 mètres de type Space Shot achetée au constructeur américain S&S Worldwide. Composée de quatre nacelles de trois sièges, elle propose un nouveau type de sensations fortes en projetant les passagers en l'air en quelques secondes pour une vitesse de 65 km/h. L'ancienne file d'attente est conservée et désormais décorée sur les Schtroumpfs dans l'espace. Deux statues géantes de Gargamel et Azraël sont installées à proximité de la tour et un Schtroumpf est posé au sommet. Cette nouveauté fait momentanément grimper les entrées. 400 000 visiteurs passent les portes du parc en 1998, 512 000 en 1999 et Walibi Schtroumpf connaît une constance en 2000. 1999 et 2000 sont des années record. Seul 1989, l'année de l'inauguration, fait mieux avec 700 000 visiteurs.
Premier Parks se rebaptise Six Flags en 2000. Le parc devient par la suite une sorte de « parent pauvre » de la Six Flags European Division. Le public n'est pas vraiment au rendez-vous, c'est à nouveau la dégringolade sur le long terme. Pas de nouvelles attractions, peu d'investissements, les installations vieillissent et la licence Schtroumpf gérée par la société IMPS devient un poids financier supplémentaire pour le nouveau propriétaire américain.
Un spectacle de plongeons de haut vol est inauguré en 2001 : Les Plongeurs de l’extrême. 2002 voit la création d'un spectacle de cascades avec effets spéciaux : Trésor du Pharaon. En 2002, les 345 000 visiteurs proviennent à 15 % du Luxembourg, à 12 % d’Allemagne, à 7 % de Belgique. Cette année est la dernière saison des Schtroumpfs pour Maizières-lès-Metz. Sur le terrain du parc mosellan de 162 hectares, le parc de loisirs s'étend sur 42 hectares avec 7 hectares de parking et 35 hectares de parc.

### Walibi Lorraine (2003-2006)
Peyo étant décédé le 24 décembre 1992, la décision est finalement prise en commun accord avec les studios Peyo de mettre fin à la licence d'exploitation des Schtroumpfs, mais contrairement à Walibi Flevo en 2000 et Walibi Wavre en 2001, le parc ne devient pas une nouvelle enseigne Six Flags. Le 9 janvier 2003, le groupe annonce que le parc devient Walibi Lorraine et souhaite développer le même type de stratégie que pour les deux autres parcs français Walibi Rhône-Alpes et Walibi Aquitaine.
Premier changement important, toutes les références et noms liés à l'univers de Peyo disparaissent au profil d'appellations plus classiques. C'est alors que sont renommées une grande partie des attractions du parc. La Vengeance de Gargamel prend le nom banal du modèle d'attraction, Space Shot, MokaSchtroumpf devient Les Tasses dansantes, Skyschtroumpf devient Monorail, Aquaschlumpf devient Mini-rivière, Cosmoschtroumpf devient Les Tonneaux volants, Tchouschtroumpf devient Petit train et La Salsepareille devient La Salsa.
Ensuite, le groupe entreprend divers travaux de rénovation notamment Odisséa et l'ancien Village Schtroumpf, dont les champignons-maisons sont repeints.
Enfin, Walibi Lorraine accueille deux nouveautés : une mini-ferme sur l'île de l’Embarcadère en remplacement d'un décor mettant en scène les Schtroumpfs et Zig Zag, une Wild Mouse du constructeur Mack Rides louée au forain allemand Stefan Kinzler pour la saison et installée à côté du Comet Space. Plusieurs événements sont organisés tels les Western Days, deux nocturnes estivales ou l'Halloween Horror Fest et en septembre, un incendie se déclare dans la salle de spectacle Métamorphose à la fin d'une représentation du Trésor du Pharaon sans blessé et avec quelques dégâts légers.
En mars 2004, peu avant le début de saison, Six Flags cède sa division européenne à un fonds d'investissement privé londonien Palamon Capital Partners qui crée le groupe Star Parks, désormais chargé de la gestion du parc,,.

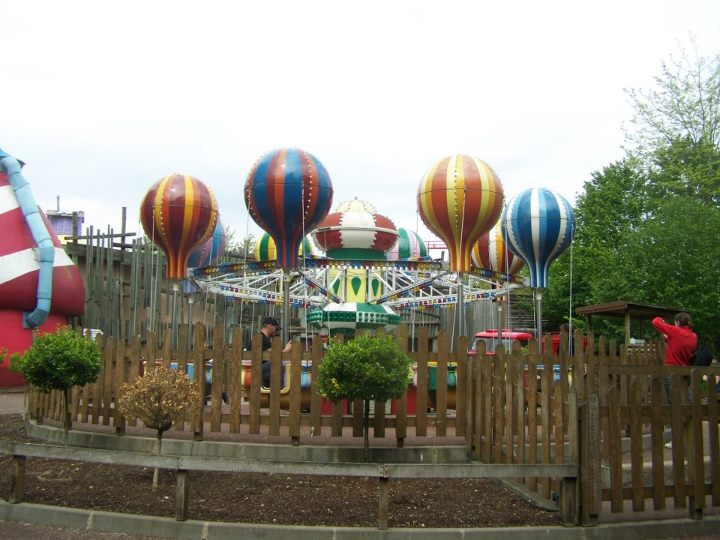
Les Ballons Magiques, nouveauté 2004.

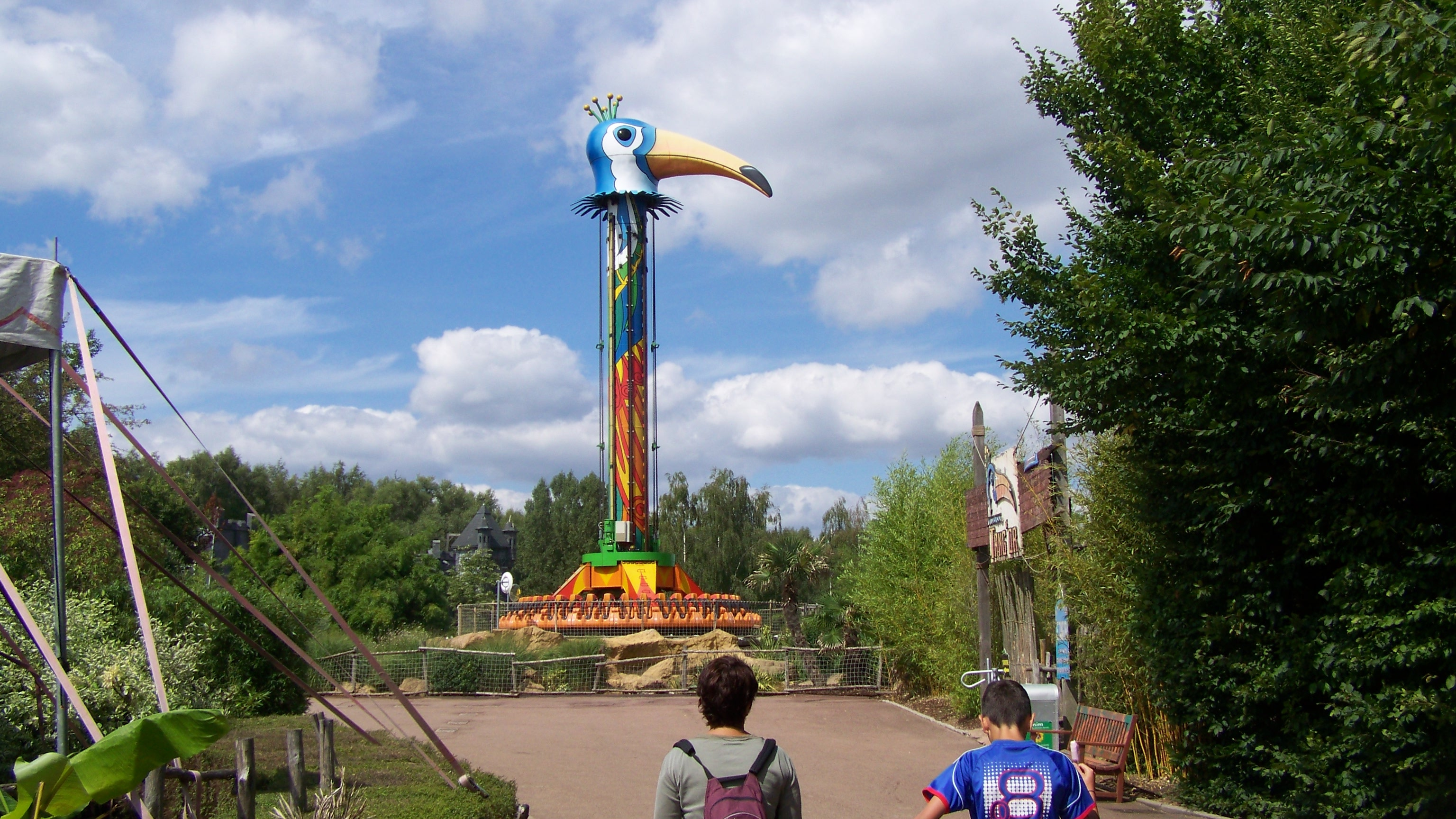
Tang'Or, nouveauté 2005.

Pour les 15 ans, les montagnes russes Zig Zag sont reparties mais Six Flags a tout de même prévu une nouveauté : une zone pour enfants située à côté de l'Aquachute et composées de trois attractions du constructeur italien Zamperla : L'Étoile Filante, Les Ballons Magiques et Le Sous-Marin Volant. La mini-ferme de l'année précédente est déplacée et accueille de nouveaux animaux ainsi qu'une volière. L'attraction Pirator est remise en état, mais Sismic Panic reste fermé au public. Le Trésor du Pharaon n'est pas reconduit et la salle de spectacle Métamorphose désormais inutilisée, quant à Xanadu, il devient Cine Magic.
En janvier 2005, le parc annonce un investissement total de 3 millions d'euros pour la saison, dont un million pour diverses réhabilitations et 2 millions pour une attraction encore unique au monde, la plus importante nouveauté depuis La Vengeance de Gargamel en 1998. Star Parks achète au constructeur allemand Huss Rides deux exemplaires de son dernier produit présenté lors du salon international de l'IAAPA 2004 : une Topple Tower baptisée Tang'Or. Sismic Panic n'est plus, l'attraction unique ouverte en 1989 laisse son emplacement à cette nouvelle attraction. Censé ouvrir en début de saison, l'oiseau prend du retard et des milliers de personnes déçues se voient proposer des réductions pour revenir essayer la bête. C'est un coup raté et le parc perd de l'argent. À noter que le terme « première mondiale » est quelque peu usurpé, dans le sens où trois Topple Towers sont construites en 2005, et que la première, aussi bien au niveau construction qu'ouverture est El Volador de Bellewaerde,. Cette attraction à la fois familiale et à sensations est constituée d'un mat mobile d'une hauteur de 20 mètres autour duquel coulisse une navette circulaire de 40 sièges emmenant ses passagers dans une légère rotation avant de les entraîner dans un mouvement de balancier de 60 degrés d'inclinaison. Le tangage transporte les visiteurs jusqu'à 5 mètres du sol, laissant leurs pieds flotter dans le vide.
Mais l'attraction est un semi-échec. La campagne de publicité fait penser à une attraction à sensations, mais à bord le passager se rend compte que c'est une attraction familiale. Du coup, les familles n'osent pas embarquer du fait que l'attraction est impressionnante vue de l'extérieur et les amateurs de sensations en sortent déçus car les sensations ne sont pas vraiment au rendez-vous. Les pannes à répétition font une publicité négative à l'attraction.
Star Parks introduit également de nouveaux personnages : les amis de Walibi qui a fait son retour à Walibi Belgium. Selon le scénario établi, le kangourou est revenu d'un tour du monde où il a rencontré, notamment, Doudou le pingouin, Splash l'éléphant, Maman Lily l'hippopotame et Rocky le castor. Un spectacle leur est consacré, Walibi et ses amis. Pour ce qui concerne les réhabilitations, le parc se concentre sur Mistral (qui est repeint sur la thématique de l'Europe) et l'Embarcadère. La gigantesque façade du Métamorphose se voit offrir une partie du thème du Pirator situé juste à côté. Le prix d'entrée est quant à lui revu à la baisse. 261 000 visiteurs passent les portes du parc.
Le parc vieillit mal et les réhabilitations à réaliser sont nombreuses. En 2006, Palamon revend une partie du groupe Star Parks à la Compagnie des Alpes, filiale de la Caisse des dépôts et consignations, publique. Walibi Lorraine ne fait pas partie de la transaction et Palamon annonce le 8 mai la vente de la société gestionnaire du parc Lorrain aux deux exploitants des boutiques du site, les frères Claude et Didier Le Douarin qui sont issus d'une famille de forains. L'accord prévoit que le nouveau propriétaire peut utiliser la licence Walibi jusqu'à la fin de la saison et les Le Douarin indiquent rapidement à la presse qu'ils ambitionnent de porter la fréquentation à 400 000 visiteurs contre 260 000 en 2005. Le parc reçoit 249 306 visiteurs cette dernière année sous le nom de Walibi, ce qui correspond aux plus mauvais résultats depuis 1989.

### Walygator (depuis 2007)
Pour un article plus général, voir Walygator Grand Est.
Les deux propriétaires de boutiques de Walibi Lorraine déclarent leur souhait de racheter le parc. Claude et Didier Le Douarin annoncent alors le 30 août 2006 le nouveau nom du site : Walygator Parc. Ils déclarent souhaiter « donner plus de vie au parc » et lui « redonner une âme qui lui manquait » tout en faisant de Walygator un parc régional familial et de qualité, intégrant le tissu économique et touristique de la Lorraine. Les ambitions en termes de fréquentation, fixées entre 350 000 et 400 000 visiteurs, ne seront pas atteintes, avec 328 790 entrées. C'est donc un 4e changement d'enseigne pour le lieu, qui s'étoffe de nouveautés, la principale est la Terror House : maison hantée dont le modèle est unique en France. Mais aussi s'ajoutent : le Family Coaster, Peter Pan et un nouveau film au Ciné Magic tourné intégralement dans l'enceinte du parc. Il fait l'objet d'un important remaniement et est désormais divisé en quatre nouvelles zones thématiques : Le Monde de l’aventure, La Porte du temps, Le Monde des p’tits bouts et Le Monde circul’air. Le parc se porte mieux.
2008 : la publicité sur le parc se développe. Un investissement important est réalisé cette année avec 5 nouvelles attractions, pour la plupart d'anciennes attractions foraines reconverties. Une grande roue de 40 mètres de hauteur devient le nouvel emblème du parc. Est également installé Polyp, une pieuvre de marque Schwarskopf. Le paratrooper Walytwister propose une promenade aérienne sous le Waly Coaster nouveau nom du parcours de montagnes russes repeint pour l'occasion. Crash cars retrouve une nouvelle jeunesse. Deux nouveaux spectacles font également leur apparition dans la salle Métamorphose : le Western Show et le retour des Fontaines Symphoniques, spectacle de l'ère Big Bang Schtroumpf mêlant mouvement de l'eau et musique de tous les genres. Grâce à ce renouvellement, le parc réussit à atteindre les 402 544 visiteurs. Le site reste une des destinations les plus fréquentées de Lorraine avec le Snow hall d'Amnéville, la cathédrale Saint-Étienne de Metz et le parc zoologique d'Amnéville.
La saison 2009 est à nouveau riche en changements dans le cadre du 20e anniversaire du parc. Les Le Douarin investissent dans deux attractions, le Waly mille pattes un petit train pour enfants et la Sheriff Academy, un modèle Desperados du Cinémaction de la société belge Alterface Projects qui mélange les techniques du cinéma 4-D et du jeu de tirs interactifs. Walygator accueille le chapiteau de 1 500 places du cirque professionnel Biasini, qui comptait dans sa troupe Mohammed Cheddadi, finaliste de l'émission de M6 La France a un incroyable talent. Mais aussi une nouvelle version du Wallywood Splash, le Western Show ou encore Les Fontaines Symphoniques dans la salle Métamorphose. Quelques réhabilitations se font dans le parc. L'année se clôt avec 450 000 entrées.
En début de saison 2010, des rumeurs fleurissent sur internet au sujet du possible rachat par les Douarin d´Orochi, des montagnes russes Bolliger & Mabillard appartenant au parc d'attractions japonais Expoland fermé depuis fin 2007. Le montant de la transaction est fixé à 4 millions d'euros, le parc reçoit l'appui du conseil général de la Moselle qui lui verse une subvention de 75 000 €. La direction prévoit qu’Orochi attire 100 000 visiteurs de plus en 2010 et 200 000 en 2011, ses ambitions ne seront pas atteintes. Les premières pièces arrivent au mois d'août et le chantier des premières montagnes russes inversées du constructeur B&M en France débute.

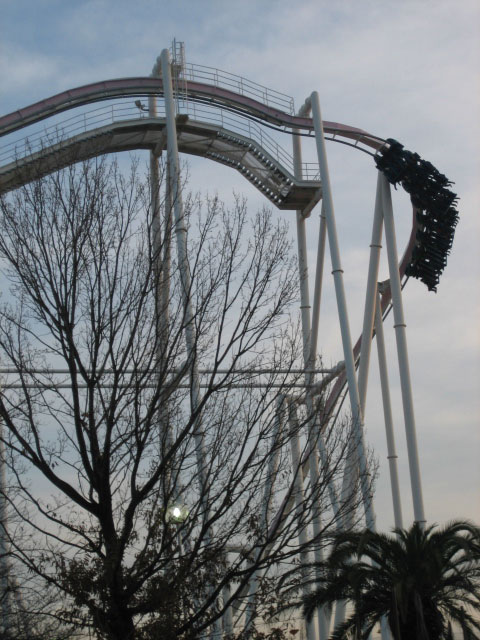
The Monster, nouveauté 2010

L'ouverture prévue en avril 2010 est à plusieurs reprises reportée, principalement pour des raisons de météo et quelques difficultés techniques lors de l'installation. Ce qui monte finalement l'investissement total à près de 5 millions d'euros, travaux annexes compris. Après le passage de l'organisme allemand TÜV, chargé de vérifier les dispositifs de sécurité de l'attraction, Walygator Parc annonce l'ouverture de The Monster pour le 9 juillet, et la direction estime l'intérêt à 100 000 visiteurs de plus sur la saison. Les premières critiques des visiteurs sont positives et la direction annonce s'être fixé comme objectif de fréquentation 550 000 visiteurs pour la saison. Le parc n'atteint pas ces objectifs et accueille 486 659 visiteurs. En plus de The Monster, le cirque Biacini remplace le Western Show et Mohammed Cheddadi obtient un spectacle de grande illusion dans le Ciné-Magic.
En 2011, le parc connu sous le nom Walygator fête ses cinq ans. Il s'offre le Südseewellen (2011 - 2019) et la Krinoline, d'anciennes attractions foraines reconverties. Le spectacle de magie 2010 est remplacé par un nouveau nommé Veluto Magic Show. Malgré une déception quant aux attentes de la direction, la fréquentation est stable par rapport à celle de l'année précédente avec 491 115 visiteurs.
La saison 2012 est marquée par les difficultés financières du parc mosellan. En cette année, il ouvre une nouveauté, le train pour enfants Waly X'press. La direction annonce que la Dark Tower et le Tang'or devaient retrouver du service dès le début de la saison, mais leur fermeture perdure toujours. Ouvert fin mars, le parc espère attirer 550 000 visiteurs. Selon Didier le Douarin, propriétaire du parc, le chiffre d'affaires baisse de 75 % en avril. Fin mai, la fréquentation est décevante avec 25 % de visiteurs en moins en ce début de saison. Ils sont 381 476 visiteurs sur l'année 2012. Des saisonniers déclarent attendre les salaires d'avril. Ce type de fonctionnement existait déjà en 2011. Un mois plus tard, les appointements d’avril sont réglés ; ceux de mai se font attendre. Certains salariés sollicitent l'appui de la CGT et d'un avocat. Quatre procédures en référés sont déposées au conseil de prud'hommes de Metz,. La CGT adresse plusieurs courriers à des élus du conseil général de la Moselle et du conseil régional de Lorraine ; ces institutions ont accordé plusieurs subventions à Walygator Parc. Les payes sont distribuées en liquide au fur-et-à mesure que l'argent rentre dans les caisses. Selon Didier Le Douarin, les caisses sont vides à suite d'une fréquentation inexorablement en baisse. Les appointements de mai sont réglés fin juin. Le 12 juillet, des tracts sont distribués durant une heure à l’entrée de Walygator,. Le 14 juillet, 1 500 visiteurs sont accueillis, soit cinq fois moins qu'un 14 juillet normal et trois fois moins qu’un jour de semaine. Début août, les cinq salariés obtiennent leur paye et abandonnent leur action en référé devant le conseil de prud’hommes. Cependant, ils demandent une rupture de leur contrat de travail. Le 21 novembre 2012, le parc de loisirs est placé en redressement judiciaire par la Chambre Commerciale du tribunal de grande instance de Metz, à la suite de la demande d'un créancier pour un impayé de près de 500 000 €,,. Une période d'observation reconductible de six mois est mise en place. Le passif du parc d'attractions s'élève à plusieurs millions d'euros. Les causes de cette situation critique sont une fréquentation décevante et l'investissement de 5 millions d'euros dans l'attraction The Monster, dont les gérants ont du mal à se remettre et qui n'a pas entraîné les résultats espérés.
Le 6 mars 2013, un quatuor composé de Jacqueline Lejeune (venant d'Olitec), Éric Lucas, Franck Déglin et Francois-Jérôme Parent est désigné comme nouveau propriétaire du parc devant le tribunal de commerce de Metz,,. Ils rachètent la société pour 200 000 €, investissent 4 millions d'euros pour sa rénovation, et repoussent l'ouverture du parc au 1er juin,. Trois attractions foraines retournent sur les kermesses, trois neuves font leur entrée, la rénovation de l’Anaconda par Great Coasters International débute et le Tang'or est définitivement reconnu hors service,. L’Anaconda bénéficie dorénavant de rénovations annuelles. L'équipe conserve le nom et change la mascotte et le logo du parc. Depuis le passage en cours d'appel, le quatuor est désormais un trio avec le retrait d'Éric Lucas,,. À la suite d'une mauvaise interprétation du rapport de la TÜV, un arrêté municipal interdit la veille de l'ouverture l'utilisation de 29 des 34 attractions. L'arrêté est levé le jour de l'inauguration et le parc ouvre avec les attractions en état de fonctionnement,. Cet événement entraîne un 1er weekend catastrophique avec seulement 4 500 personnes qui franchissent l'entrée contre une attente de 15 000. Les signes d'une augmentation de fréquentation sont légion avec près de 50 000 entrées en juin et 132 000 entrées en juillet,. Le 15 août, le nombre de visiteurs accueillis dépasse les attentes avec plus de 22 000 entrées, ce qui en fait un record de fréquentation depuis 1989. Sur la période de juin à août, ils sont 350 000 à franchir les portes du parc. La saison 2013 se termine avec 393 820 entrées atteintes, 5,17 millions d'euros de chiffre d'affaires et un déficit d'un million d'euros,,.

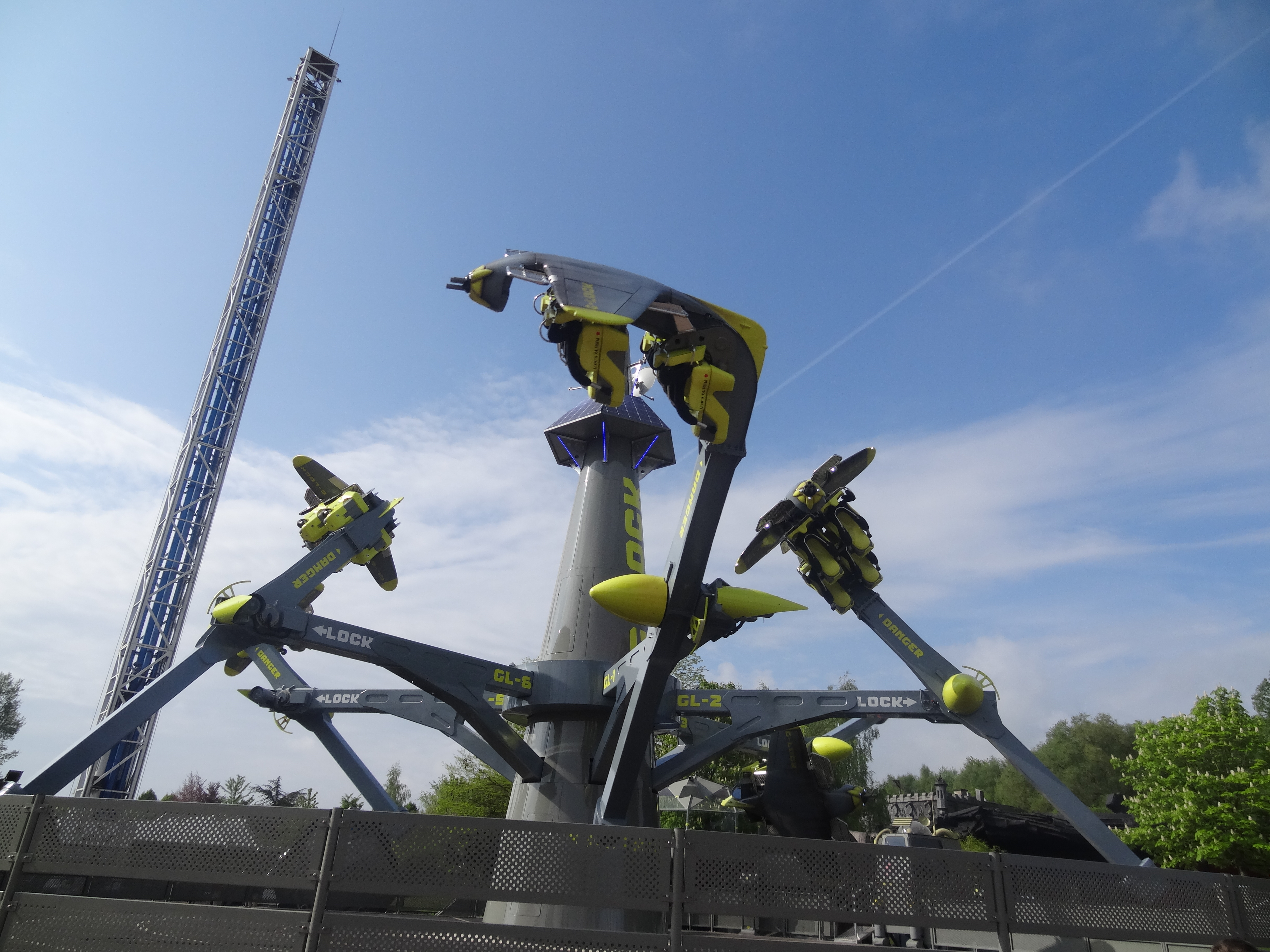
G-Lock, nouveauté 2014.

La saison 2014 débute le 18 avril et voit l'arrivée de trois attractions — dont la principale est G-Lock — et la réhabilitation ainsi que l'embellissement d'une attraction et d'une zone du parc,,,. Ceci revient à 3 millions d'euros. Le Tang'or est démonté le 11 avril. Il reste dans les coulisses jusqu'en 2015 pour être transféré à Dragon Park Ha Long (en), un parc vietnamien. En septembre, des gens du voyage occupent le parking, propriété privée. La concertation n’aboutit pas et la direction du site de loisirs, accompagnée par son personnel, organise une opération escargot sur l’A31. Escortés par des forces de police, les gens du voyage quittent les lieux,,. Les attentes de fréquentation sont de 450 000 visiteurs et le nombre d'entrées en 2014 se chiffre à 441 256. Des bénéfices d'un million d'euros sont à nouveau dégagés pour 8,27 millions d'euros de chiffre d'affaires,. Le 31 octobre, dernier jour d'ouverture, 26 000 personnes franchissent les portes du parc mosellan, un record. En novembre, le directeur d'exploitation de Walygator Parc François-Jérôme Parent est nommé par Looping Group au poste de manager du parc Bagatelle. Il reste actionnaire du site lorrain. Les Le Douarin sont placés en garde à vue le 2 décembre et mis en examen le lendemain pour « abus de biens sociaux, banqueroute et abus de confiance » lorsqu'ils étaient propriétaires de plusieurs discothèques et du parc de loisirs,,.
Les nouveautés en 2015 sont placées sous le signe des dinosaures. Les bouées sont rebaptisées Dino'Raft et leur environnement se met aux couleurs de cette thématique. Plusieurs animatroniques de créatures préhistoriques provenant de Chine sont livrées mi-avril. Un arboretum est créé. Deux attractions sont installées, dont une qui suit le thème préhistorique. Ceci représente 1,8 million d'euros investis. Malgré la suite de la rénovation hivernale de l’Anaconda, celui-ci a besoin urgemment de travaux et, pour pallier sa fermeture, le manège Air One Maxxx de type sicko du constructeur KMG est loué dès le début de l'été pour 200 000 € dans le but de compléter l'offre. Le 19 septembre, le site ferme à la suite d'une coupure de courant causée par un vol de cuivre. 2015 comptabilise 420 000 entrées, une diminution de 4,76 % par rapport à 2014, une augmentation de 13 % du panier moyen et un chiffre d'affaires de 10 millions d'euros. Les 25 000 visiteurs de la nocturne d'Halloween en font la journée la plus fréquentée de l'année.
Le 15 janvier 2016, la direction cède ses parts du parc au groupe luxembourgeois CLP,. L'acquéreur derrière cette opération est le groupe espagnol Aspro-Ocio dont la filiale est CLP,,. En outre, Walibi Sud-Ouest entrait en janvier 2015 dans le giron d'Aspro-Ocio également via sa filiale CLP. Pour l'ouverture de la saison, la fin de la gratuité du parking est relayée sur internet et mobilise quelques aficionados,,. Le parc, dont le nouveau directeur est Walter Synold, déclare l'investissement de 400 000 € pour les travaux de l'Anaconda, 50 000 € pour un nouveau spectacle, près d'un million d'euros en travaux dans Terror House et 1,5 million d'euros en général. Cinq anciens salariés lancent des procédures chez les conseillers prud’homaux de Metz en mai. La Terror House rouvre pour Halloween sous forme de maison hantée plus familiale,,. L'année se clô avec 200 000 entrées payantes (250 000 en comptabilisant les entrées gratuites), ces chiffres sont les plus bas de l'histoire du parc.
Materne Heiligenstein, à la direction de l'exploitation du site en 2017, annonce une diminution des tarifs en cette année. La Terror House est dorénavant accessible toute la saison et un musée Walygator est inauguré. Le but est de clore l'année avec 300 000 entrées. Avant Halloween, ces ambitions diminuent à 250 000 entrées. Le site compte 270 000 entrées en fin d'année 2017. 280 000 visites sont dénombrées en fin de saison 2018 alors que Heiligenstein déclarait précédemment ne proposer de nouvelles attractions que si le parc enregistre 300 000 visites,. Le village champignons — dont l'origine remonte à Big Bang Schtroumpf en tant que village schtroumpf — bénéficie de travaux de la part de Giant pour devenir en 2019 un village western,. Cette année qui progresse à 290 000 entrées est la dernière du directeur Materne Heiligenstein. Vacant depuis mi-novembre 2019, le poste de directeur est dévolu à Laurent Muller. Il prend ses fonctions le 9 mars 2020,. À la fin de la saison 2020, Walibi Sud-Ouest, sorti du groupe Walibi en 2015, est renommé Walygator Sud-Ouest dans le but de se rapprocher de Walygator Parc,,. Ce dernier est renommé Walygator Grand Est après avoir reçu 160 000 clients. Ils sont en 2021 200 000 à se rendre au parc dont la mascotte arbore un nouvel aspect. En 2022, la zone western s'étend après divers travaux et des ombrières photovoltaïques sont installées sur le parking,. L'été est marqué par deux mois de fermeture de l’Anaconda,. Le parc ouvre quatre jours pour la saison hivernale lors de Waly Christmas, une première depuis 2009, Walygator Grand Est a attiré 320 000 visiteurs en 2022 . En 2023, le parc a investi 1,2 million d'euro pour la thématisation de sa Main Street en Village des Explorateurs ainsi que pour le Waly Boat Tour & Co. Le parc ouvrira 8 jours en hiver, pour Waly Christmas. Depuis début 2024, une nouvelle direction est en place, Sylvain Chatain, en qualité de Directeur de division parcs d’attractions du groupe Aspro Parks France et Romain Seigneuret en tant que Responsable d'exploitation du site. Pour Walloween (la période d'Halloween sur le parc), une annonce est faite sur l'ouverture d'une nouvelle maison hantée saisonnière pour l'occasion qui se nommera "l'Usine".
Ils sont 240 000 en 2023 et 275 000 en 2024 à visiter le parc.